# بيدمونت
بيدمونت (بالإنجليزية: Piedmont)‏ هي مدينة أمريكية تقع في ولاية ألاباما.تبلغ مساحة هذه المدينة 25.3 (كم²)،ويبلغ عدد سكانها 5120 نسمة وفقًا لإحصاء سنة 2010 م. وتشير الإحصاءات إلى أنالكثافة السكانية في هذه المدينة تقدر بـ(202.4) نسمة/كم2.

## التركيبة السكانية
حدّد مكتب تعداد الولايات المتحدة بيانات التركيبة السكانية لبيدمونت في تعداد الولايات المتحدة. في ما يلي، التركيبة السكانية حسب تعدادي 2000 و2010.

### تعداد عام 2000
بلغ عدد سكان بيدمونت 5,120 نسمة بحسب تعداد عام 2000، وبلغ عدد الأسر 2,221 أسرة وعدد العائلات 1,481 عائلة مقيمة في المدينة. في حين سجلت الكثافة السكانية 199.1 نسمة لكل كيلومتر مربع (515.7/ميل2). وبلغ عدد الوحدات السكنية 2,495 وحدة بمتوسط كثافة قدره 97 لكل كيلومتر مربع (251.2/ميل2).
وتوزع التركيب العرقي للمدينة بنسبة 88.77% من البيض و9.38% من الأمريكيين الأفارقة و0.10% من الأمريكيين الأصليين و0.08% من الأمريكيين ذوي الأصول الآسيوية و0.02% من سكان جزر المحيط الهادئ و0.43% من الأعراق الأخرى و1.23% من عرقين مختلطين أو أكثر و1% من الهسبانيون أو اللاتينيون من أي عرق.
بلغ عدد الأسر 2,221 أسرة كانت نسبة 29.9% منها لديها أطفال تحت سن الثامنة عشر تعيش معهم، وبلغت نسبة الأزواج القاطنين مع بعضهم البعض 49.5% من أصل المجموع الكلي للأسر، ونسبة 14% من الأسر كان لديها معيلات من الإناث دون وجود شريك، بينما كانت نسبة 3.2% من الأسر لديها معيلون من الذكور دون وجود شريكة وكانت نسبة 33.3% من غير العائلات. تألفت نسبة 30.5% من أصل جميع الأسر من عدة أفراد يعيشون في نفس المنزل ونسبة 16.2% كانت تتألف من شخص يعيش بمفرده يبلغ من العمر 65 عاماً أو أكثر. وبلغ متوسط حجم الأسرة المعيشية 2.30، أما متوسط حجم العائلات فبلغ 2.86.
بلغ العمر الوسطي للسكان 40.2 عاماً. وكانت نسبة 22.2% من القاطنين تحت سن الثامنة عشر، وكانت نسبة 8.3% بين الثامنة عشر والرابعة والعشرين عاماً، ونسبة 26.6% كانت واقعةً في الفئة العمرية ما بين الخامسة والعشرين والرابعة والأربعين عاماً، ونسبة 23.9% كانت ما بين الخامسة والأربعين والرابعة والستين، ونسبة 18.8% كانت ضمن فئة الخامسة والستين عاماً فما فوق. يوجد لكل 100 أنثى 84.4 ذكر، ويوجد لكل 100 أنثى في الثامنة عشر من عمرها فما فوق 80.2 ذكر.
بلغ متوسط دخل الأسرة في المدينة 24,893 دولارًا، أما متوسط دخل العائلة فبلغ 32,163 دولارًا. وكان متوسط دخل الذكور 27,274 دولارًا مقابل 20,000 دولارًا للإناث. وسجل دخل الفرد الخاص بالمدينة 14,220 دولارًا. وكانت نسبة 17.8% من العائلات ونسبة 22.8% من السكان تحت خط الفقر، وكان من هؤلاء نسبة 34.7% تحت سن الثامنة عشر ونسبة 13.9% في الخامسة والستين من العمر وما فوق.

### تعداد عام 2010
بلغ عدد سكان بيدمونت 4,878 نسمة بحسب تعداد عام 2010، وبلغ عدد الأسر 2,053 أسرة وعدد العائلات 1,351 عائلة مقيمة في المدينة. في حين سجلت الكثافة السكانية 189.7 نسمة لكل كيلومتر مربع (491.3/ميل2). وبلغ عدد الوحدات السكنية 2,404 وحدة بمتوسط كثافة قدره 93.5 لكل كيلومتر مربع (242.2/ميل2).
وتوزع التركيب العرقي للمدينة بنسبة 86.96% من البيض و10.02% من الأمريكيين الأفارقة و0.45% من الأمريكيين الأصليين و0.12% من الأمريكيين ذوي الأصول الآسيوية و0.02% من سكان جزر المحيط الهادئ و0.49% من الأعراق الأخرى و1.93% من عرقين مختلطين أو أكثر و1.33% من الهسبانيون أو اللاتينيون من أي عرق.
بلغ عدد الأسر 2,053 أسرة كانت نسبة 31.9% منها لديها أطفال تحت سن الثامنة عشر تعيش معهم، وبلغت نسبة الأزواج القاطنين مع بعضهم البعض 43% من أصل المجموع الكلي للأسر، ونسبة 17.4% من الأسر كان لديها معيلات من الإناث دون وجود شريك، بينما كانت نسبة 5.4% من الأسر لديها معيلون من الذكور دون وجود شريكة وكانت نسبة 34.2% من غير العائلات. تألفت نسبة 30.9% من أصل جميع الأسر من عدة أفراد يعيشون في نفس المنزل ونسبة 14.1% كانت تتألف من شخص يعيش بمفرده يبلغ من العمر 65 عاماً أو أكثر. وبلغ متوسط حجم الأسرة المعيشية 2.38، أما متوسط حجم العائلات فبلغ 2.94.
بلغ العمر الوسطي للسكان 40.5 عاماً. وكانت نسبة 24% من القاطنين تحت سن الثامنة عشر، وكانت نسبة 8.2% بين الثامنة عشر والرابعة والعشرين عاماً، ونسبة 23.5% كانت واقعةً في الفئة العمرية ما بين الخامسة والعشرين والرابعة والأربعين عاماً، ونسبة 27.8% كانت ما بين الخامسة والأربعين والرابعة والستين، ونسبة 16.6% كانت ضمن فئة الخامسة والستين عاماً فما فوق. وتوزع التركيب الجنسي للسكان بنسبة 46.9% ذكور و53.1% إناث.

## أعلام
- ريك براغ
- ديسموند دوس